# Eutypa leptoplaca
Eutypa leptoplaca är en svampart som först beskrevs av Jean François Montagne, och fick sitt nu gällande namn av Rappaz 1987. Eutypa leptoplaca ingår i släktet Eutypa och familjen Diatrypaceae.   Inga underarter finns listade i Catalogue of Life.